# Cassipourea subcordata
Cassipourea subcordata är en tvåhjärtbladig växtart som beskrevs av Nathaniel Lord Britton. Cassipourea subcordata ingår i släktet Cassipourea, och familjen Rhizophoraceae. Inga underarter finns listade i Catalogue of Life.